# بونيراوات
البونيراوات (الاسم العلمي:Ponerinae) هي أسرة من الحشرات تتبع الفصيلة النمليات من رتبة غشائيات الأجنحة.

## التصنيف
- البونيراوية
  - البونيرة
  - البونيرة الصغيرة